# Nannocyrtopogon nigricolor
Nannocyrtopogon nigricolor är en tvåvingeart som först beskrevs av Daniel William Coquillett 1904.  Nannocyrtopogon nigricolor ingår i släktet Nannocyrtopogon och familjen rovflugor.
Artens utbredningsområde är Kalifornien. Inga underarter finns listade i Catalogue of Life.